# Гольдберг (Мекленбург)

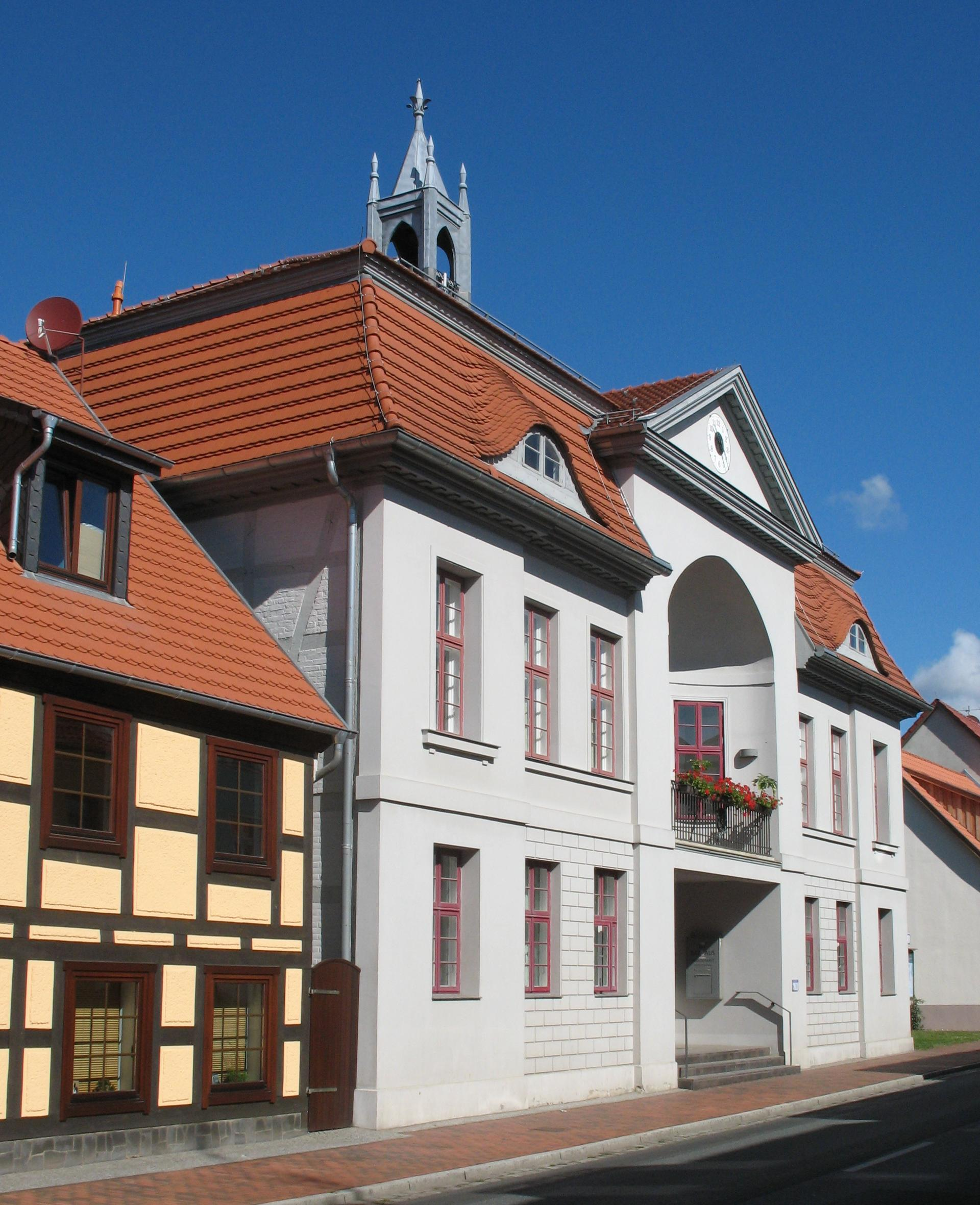
Ратуша

Гольдберг (нем. Goldberg) — город в Германии, в земле Мекленбург-Передняя Померания.
Входит в состав района Пархим. Подчиняется управлению Гольдберг-Мильдениц. Население составляет 3277 человек (на 31 декабря 2010 года). Занимает площадь 27,36 км². Официальный код — 13 0 60 026.
Город подразделяется на 5 городских районов.